# Avenida Intihuatana
La avenida Intihuatana es una avenida ubicada entre los distritos de Surquillo y Santiago de Surco, en la ciudad de Lima, capital del Perú.

## Recorrido
La avenida empieza en el cruce con la avenida Aviación, en el distrito de Surquillo. Empieza como una calle de un solo sentido, en la que se ubica el Mercado Señor de los Milagros. Eventualmente, en la intersección con las avenidas Pedro Venturo y Manuel Villarán, esta empieza a tener dos calzadas con dos carriles cada una. Esta sigue el trayecto del río Surco, el cual demarca el límite entre los distritos de Surquillo y Santiago de Surco. A la vez, atraviesa varias calles y jirones, ubicándose en su recorrido una alameda con el mismo nombre, como el Parque de los Ingenieros, una tienda Maestro, la planta de tratamiento de agua del río Surco y una subestación eléctrica de Luz del Sur. Finalmente, la avenida desemboca en la intersección de las avenidas Angamos Este, Primavera y Caminos del Inca. Su trazo es continuado por la avenida San Luis, en el distrito de San Borja.